# Renato de Châlon, Príncipe de Orange
Renato de Châlon (Breda, 5 de Fevereiro de 1519 – Saint-Dizier, 15 de Julho de 1544) foi o último Príncipe de Orange da casa de Châlon e stathouder da Holanda, Zelândia, Utrecht, da Guéldria e da Frísia em 1530, ao serviço do imperador Carlos V e Francisco I de França).
Renato de Châlon era filho do Conde Henrique III de Nassau-Breda e de Cláudia de Châlon, tendo herdado o Principado de Orange do tio materno, Filibero de Châlon. Apesar de não ser o sobrenome do pai, Renato passou a ser conhecido como de Châlon como pré-requisito para se tornar Príncipe de Orange. Renato de Châlon casou com Ana da Lorena, filha de António, Duque da Lorena, em 1540 mas a união não teve descendência.
Morreu em batalha e foi sucedido pelo primo Guilherme de Nassau-Dillenburg. Seu monumento fúnebre, o Transi de Renato de Châlon, é uma importante obra de arte.